# Borussia Mönchengladbach

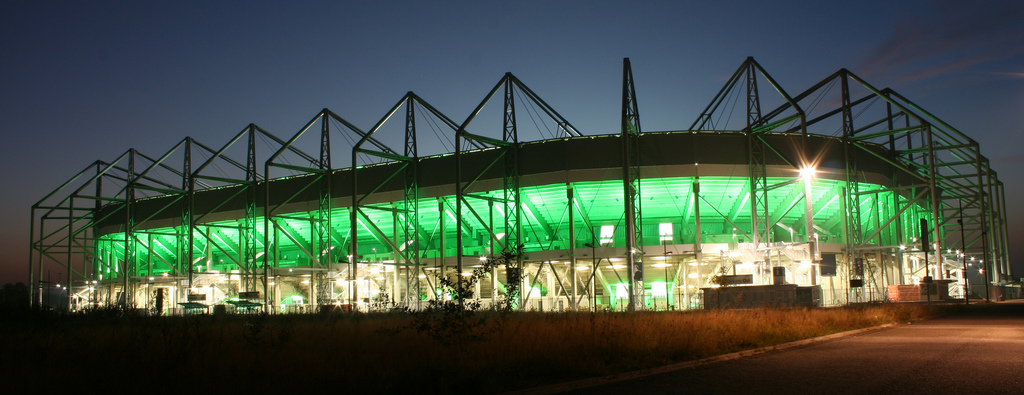
Stadion Borussia-Park

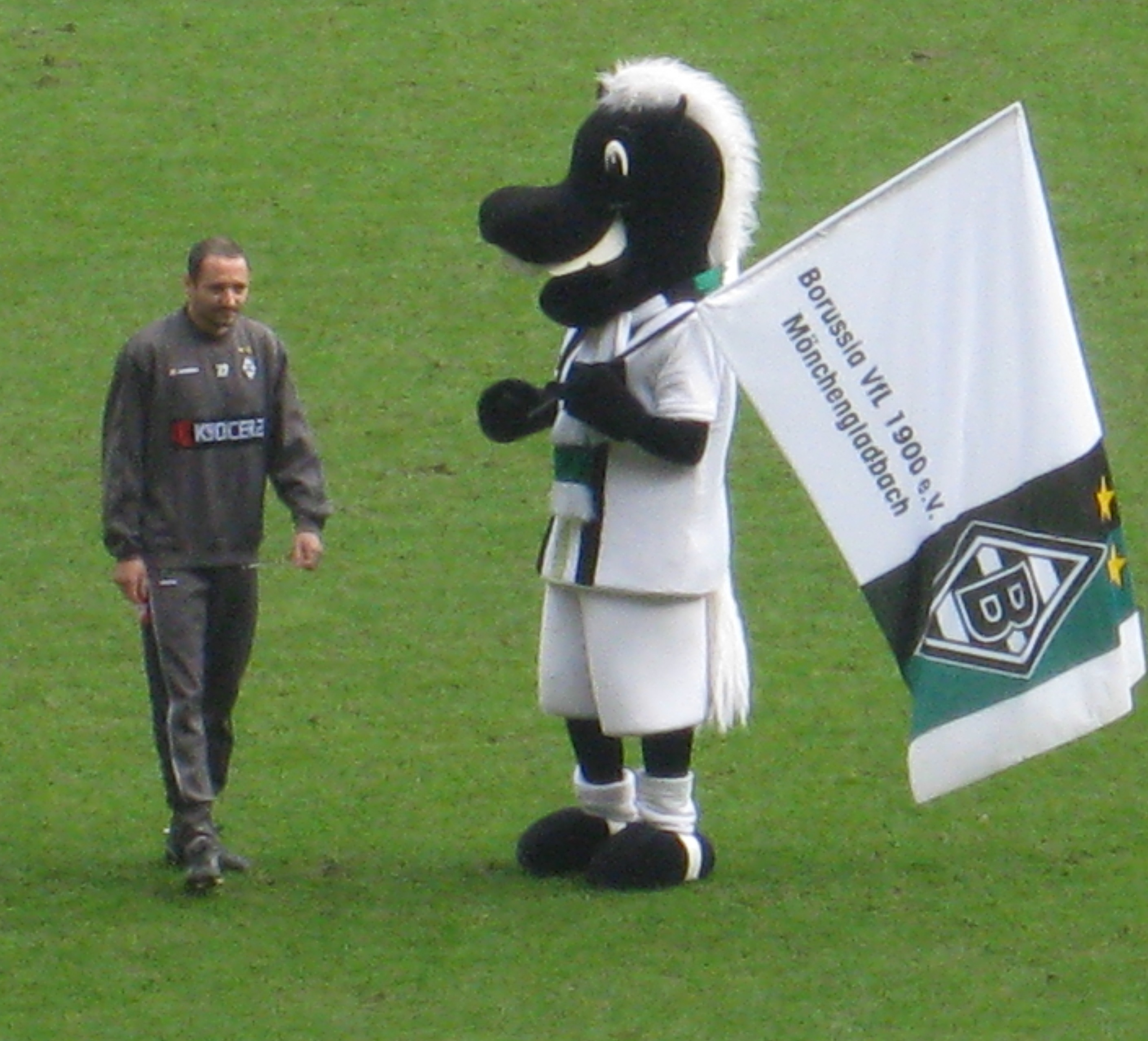
Piłkarz Borussii Oliver Neuville (2004–2010), obok maskotka klubu – Jünter

Borussia Mönchengladbach, właśc. Borussia Verein für Leibesübungen 1900 e. V. Mönchengladbach – zawodowy niemiecki klub piłkarski z siedzibą w Mönchengladbach w Nadrenii Północnej-Westfalii założony w 1900 roku.
Jest to jeden z najsłynniejszych i najbardziej utytułowanych klubów niemieckich. Przydomek Die Fohlen, czyli źrebaki, został nadany Borussii na skutek ofensywnej i agresywnej gry. Obecnym sponsorem klubu jest konsorcjum finansowe Postbank.

## Historia

### Początki
Borussia oznacza po łacinie „Prusy”, a Mönchen-Gladbach leżało na terenie Królestwa Prus.
Klub został założony w 1900 roku jako FC Borussia.
W 1912 roku Die Borussen zaczęli grać w lidze zawodowej Verbandslidzie..
W marcu 1914 roku klub kupił De Kull – ziemię, na której rozpoczęto budowę własnego stadionu Bökelbergstadion.
Pierwsza wojna światowa zatrzymała całą działalność klubu, ale już w 1917 roku znów zaczęto rozgrywać mecze.
W 1919 roku FC Borussia połączyła się z innym klubem, Turnverein Germania 1889, i zmieniła nazwę na 1899 VfTuR M.Gladbach.
Klub osiągnął pierwszy poważny sukces pokonując Kölner BC 3–1 i w ten sposób wygrywając finał Westdeutsche Meisterschaft.
W 1921 roku klub zmienił nazwę na Borussia VfL 1900 e.V. M.Gladbach.

### 1933–1945 czasy III Rzeszy
Kiedy partia nazistowska dostała się do władzy, zreformowano podział na ligi.
Powstało 16 Gauligen, na początku Borussia grała w Gauliga Niederrhein, a potem w różnych ligach okręgowych.
W 1936 roku pierwszy raz piłkarz Borussii grał w meczu Niemiec z Luksemburgiem podczas Letnich Igrzysk Olimpijskich 1936. Mecz wygrały Niemcy 9:0.
Aż do sezonu 1944/1945 mecze rozgrywano normalnie.

### 1946–1959
Klub wznowił grę w czerwcu 1946 roku, awansując do kolejnych poziomów ligowych – do Landesligi Niederrhein(druga liga regionalna) w 1949 roku, do Oberligi West w 1950 roku.
Borussia wygrała Oberligę West w sezonie 1958/1959.

### Awans do Bundesligi
| Sezony 1959/60 – 1964/65          | Sezony 1959/60 – 1964/65 | Sezony 1959/60 – 1964/65 | Sezony 1959/60 – 1964/65 | Sezony 1959/60 – 1964/65 | Sezony 1959/60 – 1964/65 |
| Sezon                             | Miejsce                  | Bramki strzelone         | Bramki stracone          | Punkty                   | Średnia frekwencja       |
| --------------------------------- | ------------------------ | ------------------------ | ------------------------ | ------------------------ | ------------------------ |
| Oberliga West 1959/60             | 14                       | 27                       | 33                       | 38                       | 16,134                   |
| Oberliga West 1960/61             | 6                        | 31                       | 29                       | 58                       | 22,400                   |
| Oberliga West 1961/62             | 13                       | 21                       | 39                       | 42                       | 13,543                   |
| Oberliga West 1962/63             | 11                       | 24                       | 36                       | 44                       | 11,200                   |
| Regionalliga West 1963/64         | 8                        | 41                       | 35                       | 71                       | 12,000                   |
| Regionalliga West 1964/65         | 1                        | 52                       | 16                       | 92                       | 22,334                   |
| kolor różowy: awans do Bundesligi |                          |                          |                          |                          |                          |

W sierpniu 1960 roku Borussia pokonała 1. FC Köln w finale Pucharu Niemiec Zachodnich.
2 miesiące później klub zdobył pierwszy raz Puchar Niemiec w piłce nożnej pokonując Karlsruher SC 3:2.
Było to pierwsze poważne trofeum zdobyte przez Borussię. Również w 1960 roku klub po raz kolejny zmienił nazwę – tym razem na Borussia VfL Mönchengladbach. Powodem zmiany nazwy klubu była zmiana nazwy miasta: z Mönchen-Gladbach na Mönchengladbach.
Na kolejne trofea trzeba było czekać dekadę jednak w 1965 roku Borussia awansowała do Bundesligi.
W tym samym roku awansowała druga późniejsza potęga Bayern Monachium.
Od początku oba kluby bardzo rywalizowały ze sobą. Pierwszy mistrzostwo zdobył Bayern w 1969 roku, ale już w 1970 roku pierwsze mistrzostwo zdobyła Borussia. W kolejnym roku Borussia obroniła tytuł stając się w ten sposób pierwszym klubem w historii niemieckiej Bundesligi, któremu udało się obronić tytuł.

### Lata 70. XX wieku – złota dekada Borussii
| Sezony 1969/70 – 1979/80        | Sezony 1969/70 – 1979/80 | Sezony 1969/70 – 1979/80 | Sezony 1969/70 – 1979/80 | Sezony 1969/70 – 1979/80 | Sezony 1969/70 – 1979/80 |
| Sezon                           | Miejsce                  | Bramki zdobyte           | Bramki stracone          | Punkty                   | Średnia frekwencja       |
| ------------------------------- | ------------------------ | ------------------------ | ------------------------ | ------------------------ | ------------------------ |
| 1969/70                         | Pierwsze                 | 71                       | 29                       | 51                       | 25,645                   |
| 1970/71                         | Pierwsze                 | 77                       | 35                       | 50                       | 21,706                   |
| 1971/72                         | Trzecie                  | 82                       | 40                       | 43                       | 16,294                   |
| 1972/73                         | Piąte                    | 82                       | 61                       | 39                       | 14,912                   |
| 1973/74                         | Drugie                   | 93                       | 52                       | 48                       | 22,265                   |
| 1974/75                         | Pierwsze                 | 86                       | 40                       | 50                       | 22,150                   |
| 1975/76                         | Pierwsze                 | 66                       | 37                       | 45                       | 23,647                   |
| 1976/77                         | Pierwsze                 | 58                       | 34                       | 44                       | 25,135                   |
| 1977/78                         | Drugie                   | 86                       | 44                       | 48                       | 26,059                   |
| 1978/79                         | Dziesiąte                | 50                       | 53                       | 32                       | 20,129                   |
| 1979/80                         | Siódme                   | 61                       | 60                       | 36                       | 17,655                   |
| zielone: mistrzostwo Bundesligi |                          |                          |                          |                          |                          |

Bayern stał się pierwszym klubem w historii niemieckiej piłki nożnej, który zdobył 3 razy z rzędu mistrzostwo.
Die Fohlen przegrywając w ten sposób rywalizację z Bayernem na pocieszenie zdobyli drugi raz Puchar Niemiec. W latach 1974–1977 Borussii udało się również zdobyć 3 tytuły z rzędu.
Pod wodzą trenera Hennesa Weisweilera Borussia zaczęła prezentować piękny styl i ofensywną filozofię gry, które przyciągały kibiców z całych Niemiec i nie tylko.
W 1975 i 1979 roku Borussia zdobyła Puchar UEFA, a w 1973 i 1980 roku przegrała w finale.
W 1977 roku Die Fohlen przegrali w finale Piłkarskiego Pucharu Europy Mistrzów Krajowych(późniejsza Liga Mistrzów) z Liverpoolem.
Ogółem w latach 70. XX wieku Borussia zdobyła 8 trofeów.

### 1980–1998
Na początku lat 80. XX wieku zdecydowano się sprzedać wielu podstawowych zawodników żeby uratować finanse klubu.
| Sezony 1980/81 – 1998/1999 | Sezony 1980/81 – 1998/1999 | Sezony 1980/81 – 1998/1999 | Sezony 1980/81 – 1998/1999 | Sezony 1980/81 – 1998/1999 |                    |
| Sezon                      | Miejsce                    | Bramki zdobyte             | Bramki stracone            | Punkty                     | Średnia frekwencja |
| -------------------------- | -------------------------- | -------------------------- | -------------------------- | -------------------------- | ------------------ |
| 1980/81                    | szóste                     | 68                         | 64                         | 37:31                      | 18.411             |
| 1981/82                    | siódme                     | 61                         | 51                         | 40:28                      | 20.582             |
| 1982/83                    | dwunaste                   | 64                         | 63                         | 28:40                      | 16.720             |
| 1983/84                    | trzecie                    | 81                         | 48                         | 48:20                      | 20.353             |
| 1984/85                    | czwarte                    | 77                         | 53                         | 39:29                      | 18.739             |
| 1985/86                    | czwarte                    | 65                         | 51                         | 42:26                      | 16.294             |
| 1986/87                    | trzecie                    | 74                         | 44                         | 43:25                      | 17.441             |
| 1987/88                    | siódme                     | 55                         | 53                         | 33:35                      | 14.294             |
| 1988/89                    | szóste                     | 44                         | 43                         | 38:30                      | 13.294             |
| 1989/90                    | piętnaste                  | 37                         | 45                         | 30:38                      | 19.660             |
| 1990/91                    | dziewiąte                  | 49                         | 54                         | 35:33                      | 19.291             |
| 1991/92                    | trzynaste                  | 37                         | 49                         | 34:42                      | 21.679             |
| 1992/93                    | dziewiąte                  | 59                         | 59                         | 35:33                      | 23.661             |
| 1993/94                    | dziesiąte                  | 65                         | 59                         | 35:33                      | 26.959             |
| 1994/95                    | piąte                      | 66                         | 41                         | 43:25                      | 31.404             |
| 1995/96                    | czwarte                    | 52                         | 51                         | 53                         | 31.232             |
| 1996/97                    | jedenaste                  | 46                         | 48                         | 43                         | 30.152             |
| 1997/98                    | piętnaste                  | 54                         | 59                         | 38                         | 27.435             |

Niestety okazało się, że bez bardzo dobrych trenerów takich jak Hennes Weisweiler czy Udo Lattek Borussia nie jest w stanie wygrywać rywalizacji z Bayernem.
Mimo to większość sezonów udało się zakończyć w górnej połowie tabeli, a w 1984 roku Die Fohlen zakończyli sezon 1 punkt przed Bayernem.
Borussia przegrała w 1984 roku finał Pucharu Niemiec z Bayernem po rzutach karnych 7:6.
Niektórzy fani uważają, że Lothar Matthäus specjalnie zmarnował swój rzut karny ponieważ 2 tygodnie później podpisał kontrakt z Bayernem.
W latach 90. XX wieku Borussia grała coraz słabiej, wprawdzie w 1995 roku udało się jej zdobyć Puchar Niemiec wygrywając w finale 3:0 z Wolfsburgiem.
Był to jednak łabędzi śpiew Die Fohlen.

### 1999–2011
| Sezony 1998/99 – 2010/2011                                                                                 | Sezony 1998/99 – 2010/2011 | Sezony 1998/99 – 2010/2011 | Sezony 1998/99 – 2010/2011 | Sezony 1998/99 – 2010/2011 |                    |
| Sezon | Miejsce                    | Bramki strzelone           | Bramki stracone            | Punkty                     | Średnia frekwencja |
| --- | -------------------------- | -------------------------- | -------------------------- | -------------------------- | ------------------ |
| 1998/99 | osiemnaste                 | 41                         | 79                         | 21                         | 26.082             |
| 1999/00 | piąte                      | 60                         | 43                         | 54                         | 22.676             |
| 2000/01 | drugie                     | 62                         | 31                         | 62                         | 19.888             |
| 2001/02 | dwunaste                   | 41                         | 53                         | 39                         | 30.231             |
| 2002/03 | dwunaste                   | 43                         | 45                         | 42                         | 28.921             |
| 2003/04 | jedenaste                  | 40                         | 49                         | 39                         | 32.276             |
| 2004/05 | piętnaste                  | 35                         | 51                         | 36                         | 49.168             |
| 2005/06 | dziesiąte                  | 42                         | 50                         | 42                         | 47.732             |
| 2006/07 | osiemnaste                 | 23                         | 44                         | 26                         | 47.485             |
| 2007/08 | pierwsze                   | 71                         | 38                         | 66                         | 40.264             |
| 2008/09 | piętnaste                  | 39                         | 62                         | 31                         | 47.367             |
| 2009/10 | dwunaste                   | 43                         | 60                         | 39                         | 46.410             |
| 2010/11 | szesnaste                  | 48                         | 65                         | 36                         | 45.188             |
| czerwony: Spadek do 2. Bundesligi pomarańczowy: Awans do Bundesligi żółty: Baraże o utrzymanie się w lidze |                            |                            |                            |                            |                    |

Koniec XX i pierwsza dekada XXI wieku była najgorszym okresem w historii Borussii.
Klub dwukrotnie spadł do 2. Bundesligi w 1999 i w 2007 roku.
W 2011 roku Die Fohlen zajęli 16. miejsce w związku z tym grali baraże o utrzymanie się w lidze, które wygrali.
Ani razu nie udało się zająć miejsca w górnej połowie tabeli.
W 2004 roku zakończono budowę nowego nowoczesnego stadionu Borussia-Park.

### Od 2011 – powrót do czołówki
| Sezony 2011/12 – 2012/13          | Sezony 2011/12 – 2012/13 | Sezony 2011/12 – 2012/13 | Sezony 2011/12 – 2012/13 | Sezony 2011/12 – 2012/13 |                    |
| Sezon                             | Miejsce                  | Bramki strzelone         | Bramki stracone          | Punkty                   | Średnia frekwencja |
| --------------------------------- | ------------------------ | ------------------------ | ------------------------ | ------------------------ | ------------------ |
| 2011/12                           | 4                        | 49                       | 24                       | 60                       | 51.819             |
| 2012/13                           | 8                        | 31                       | 32                       | 30                       | 47.750             |
| pomarańczowy:stan po 21 kolejkach |                          |                          |                          |                          |                    |

Pod koniec sezonu 2010/2011 zatrudniono nowego trenera, który miał uratować klub przed spadkiem – Luciena Favre. Udało mu się uratować Borussię dlatego kontrakt przedłużono na kolejne lata.
Następny sezon Borussia rozpoczęła od pokonania Bayernu w Monachium 1:0.
Rundę jesienną Die Fohlen zakończyli na czwartym miejscu ze stratą 4 punktów do pierwszego miejsca.
W rundzie wiosennej nastąpił lekki spadek formy, ostatecznie pod koniec sezonu Borussia zajęła czwarte miejsce ze stratą 21 punktów do pierwszego miejsca, ale z przewagą 6 punktów do miejsca piątego. Sezon 2014/2015 Die Fohlen zakończyli na trzecim miejscu, co dawało bezpośredni awans do Ligi Mistrzów. Na początku sezonu 2015/16 Lucien Favre podaje się do dymisji, drużyna pierwszy raz w historii nie potrafiła wygrać 5 pierwszych meczów. Jego następcą został André Schubert.

## Historia herbu

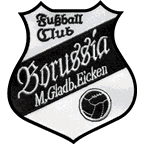
1903-1904
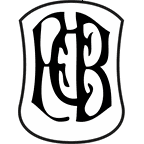
1904-1919
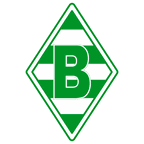
1961-1970
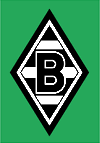
1970-1999
Od 1999

## Szkoleniowcy
- Hans Krätschmer (1946–49)
- Werner Sottong (1949–50)
- Heinz Ditgens & Paul Pohl (1950–51)
- Fritz Pliska (1951–53)
- Fritz Silken (1953–55)
- Klaus Dondorf (1955–57)
- Fritz Pliska (1957–60)
- Bernd Oles (1960–62)
- Fritz Langner (lipiec 1962 – kwiecień 1964)
- Hennes Weisweiler (lipiec 1964 – czerwiec 1975)
- Udo Lattek (lipiec 1975 – czerwiec 1979)
- Jupp Heynckes (lipiec 1979 – czerwiec 1987)
- Wolf Werner (lipiec 1987 – październik 1989)
- Gerd vom Bruch (październik 1989 – wrzesień 1991)
- Bernd Krauss (tymczasowy) (wrzesień 1991 – październik 1991)
- Jürgen Gelsdorf (październik 1991 – listopad 1992)
- Bernd Krauss (listopad 1991 – grudzień 1996)

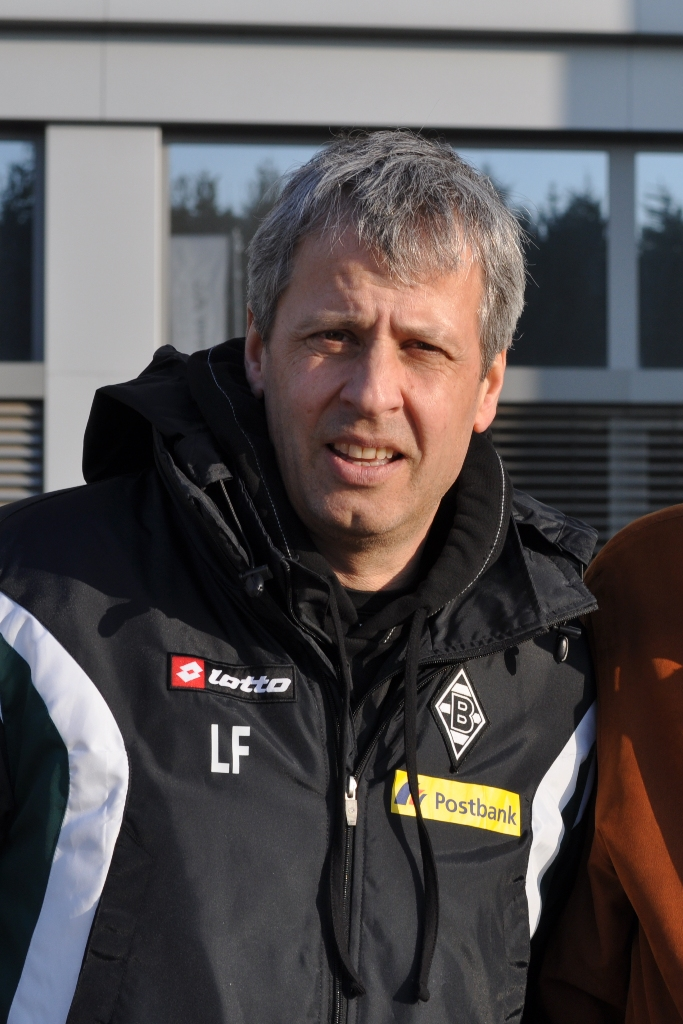
- Lucien Favre – były trener klubu

- Hannes Bongartz (grudzień 1996 – październik 1997)
- Norbert Meier (grudzień 1997 – marzec 1998)
- Friedel Rausch (kwiecień 1998 – listopad 1998)
- Rainer Bonhof (listopad 1998 – sierpień 1999)
- Hans Meyer (trener piłkarski)(wrzesień 1999 – marzec 2003)
- Ewald Lienen (marzec 2003 – wrzesień 2003)
- Holger Fach (wrzesień 2003 – październik 2004)
- Horst Köppel (tymczasowy) (październik 2004 – listopad 2004)
- Dick Advocaat (listopad 2004 – kwiecień 2005)
- Horst Köppel (kwiecień 2005 – maj 2006)
- Jørn Andersen (tymczasowy) (maj 2006 – czerwiec 2006)
- Jupp Heynckes (lipiec 2006 – luty 2007)
- Jos Luhukay (styczeń 2007 – październik 2008)
- Christian Ziege (tymczasowy) (październik 2008)
- Hans Meyer (trener piłkarski) (październik 2008 – maj 2009)
- Michael Frontzeck (lipiec 2009 – luty 2011)
- Lucien Favre (luty 2011 – wrzesień 2015)
- André Schubert „(tymczasowy)” (wrzesień 2015 -grudzień 2016)
- Dieter Hecking (grudzień 2016 – czerwiec 2019)
- Marco Rose (lipiec 2019 – czerwiec 2021)
- Adi Hütter (lipiec 2021 – czerwiec 2022)
- Daniel Farke (czerwiec 2022 – nadal)

## Sukcesy

### Trofea międzynarodowe
| \| \| Zdobyte trofea w rozgrywkach międzynarodowych (stan na: 28-04-2016) \| |                                                                     |      |            |
| Rozgrywki                                                                    | Osiągnięcie                                                         | Razy | Sezon(y)   |
| Puchar Interkontynentalny                                                    | zdobywca                                                            | –    |            |
| Puchar Interkontynentalny                                                    | finalista                                                           | 1    | 1977       |
| · Liga Mistrzów · (Puchar Europy)                                            | zdobywca                                                            | –    |            |
| · Liga Mistrzów · (Puchar Europy)                                            | finalista                                                           | 1    | 1977       |
| Liga Europy (Puchar UEFA)                                                    | zdobywca                                                            | 2    | 1975, 1979 |
| Liga Europy (Puchar UEFA)                                                    | finalista                                                           | 2    | 1973, 1980 |
| FIFA                                                                         | Zdobyte trofea w rozgrywkach międzynarodowych (stan na: 28-04-2016) |      |            |

### Trofea krajowe
| \| \| Zdobyte trofea w rozgrywkach Niemiec (stan na: 22-05-2021) \| |                                                            |      |                                    |
| Rozgrywki                                                           | Osiągnięcie                                                | Razy | Sezon(y)                           |
| · Mistrzostwo                                                       | I miejsce                                                  | 5    | 1970, 1971, 1975, 1976, 1977       |
| · Mistrzostwo                                                       | II miejsce                                                 | 2    | 1974, 1978                         |
| · Mistrzostwo                                                       | III miejsce                                                | 6    | 1968, 1969, 1972, 1984, 1987, 2015 |
| Puchar                                                              | zdobywca                                                   | 3    | 1960, 1973, 1995                   |
| Puchar                                                              | finalista                                                  | 2    | 1984, 1992                         |
| Superpuchar                                                         | zdobywca                                                   | –    |                                    |
| Superpuchar                                                         | finalista                                                  | 1    | 1995                               |
| · II liga                                                           | I miejsce                                                  | 1    | 2008                               |
| · II liga                                                           | II miejsce                                                 | 1    | 2001                               |
| · II liga                                                           | III miejsce                                                | –    |                                    |
| Niemcy                                                              | Zdobyte trofea w rozgrywkach Niemiec (stan na: 22-05-2021) |      |                                    |

Inne trofea
Kirin Cup
- Zwycięzca (1): 1978 (wspólnie z SE Palmeiras)

Joan Gamper Trophy
- Zwycięzca (1): 1972

Orange Trophy
- Zwycięzca (1): 1977

## Sezony (w XXI wieku)
| Sezon     | Liga          | Poziom | Miejsce w lidze | Uwagi                  |
| --------- | ------------- | ------ | --------------- | ---------------------- |
| 1999/2000 | 2. Bundesliga | II     | 5               |                        |
| 2000/2001 | 2. Bundesliga | II     | 2               |                        |
| 2001/2002 | Bundesliga    | I      | 12              |                        |
| 2002/2003 | Bundesliga    | I      | 12              |                        |
| 2003/2004 | Bundesliga    | I      | 11              |                        |
| 2004/2005 | Bundesliga    | I      | 15              |                        |
| 2005/2006 | Bundesliga    | I      | 10              |                        |
| 2006/2007 | Bundesliga    | I      | 18              |                        |
| 2007/2008 | 2. Bundesliga | II     | 1               |                        |
| 2008/2009 | Bundesliga    | I      | 15              |                        |
| 2009/2010 | Bundesliga    | I      | 12              |                        |
| 2010/2011 | Bundesliga    | I      | 16              | utrzymanie po barażach |
| 2011/2012 | Bundesliga    | I      | 4               |                        |
| 2012/2013 | Bundesliga    | I      | 8               |                        |
| 2013/2014 | Bundesliga    | I      | 6               |                        |
| 2014/2015 | Bundesliga    | I      | 3               |                        |
| 2015/2016 | Bundesliga    | I      | 4               |                        |
| 2016/2017 | Bundesliga    | I      | 9               |                        |
| 2017/2018 | Bundesliga    | I      | 9               |                        |
| 2018/2019 | Bundesliga    | I      | 5               |                        |
| 2019/2020 | Bundesliga    | I      | 4               |                        |
| 2020/2021 | Bundesliga    | I      | 8               |                        |
| 2021/2022 | Bundesliga    | I      | 10              |                        |
| 2022/2023 | Bundesliga    | I      | 10              |                        |
| 2023/2024 | Bundesliga    | I      | 14              |                        |
| 2024/2025 | Bundesliga    | I      | 10              |                        |

## Rekordy
4 najwyższe zwycięstwa w Bundeslidze
- 29 kwietnia 1978 – Borussia Mönchengladbach – Borussia Dortmund 12:0 (aktualny rekord Bundesligi)
- 7 stycznia 1967 – Borussia Mönchengladbach – FC Schalke 04 11:0
- 11 listopada 1984 (Borussia Mönchengladbach – Eintracht Brunszwik) i 4 listopada 1967 (Borussia Mönchengladbach – Borussia Neunkirchen) – oba 10:0

Pierwszy klub niemiecki w Pucharze Zdobywców Pucharów w piłce nożnej
Najwyższe zwycięstwo w Pucharze Europy Mistrzów Krajowych
- Borussia Mönchengladbach – Inter Mediolan 7:1

Mecz został zakończony przed czasem, ponieważ ktoś rzucił w napastnika Interu pustą puszką po Coca-Coli.
Inter zażądał powtórzenia meczu; mecz powtórzony zakończył się wynikiem 0:0.

## Przyjaźń z Liverpoolem
Borussia jest zaprzyjaźniona z Liverpoolem od lat 70.
Co roku kibice Liverpoolu jeżdżą na mecze Die Fohlen, a kibice Borussii na mecze The Reds.
Po Tragedii na Hillsborough fani Borussii pojechali do Liverpoolu z oficjalną delegacją i przekazali czek na 21 000 marek (ok. 7000 funtów).

## Wyróżnienia zawodników
Piłkarz roku – Europa
- 1977:  Allan Simonsen
- 1986:  Ihor Biełanow

Zawodnik roku – Niemcy
- 1971:  Berti Vogts
- 1972:  Günter Netzer
- 1973:  Günter Netzer
- 1979:  Berti Vogts
- 1987:  Uwe Rahn
- 1990:  Lothar Matthäus
- 1999:  Lothar Matthäus
- 2012:  Marco Reus

Zawodnik roku – Australia
- 1996:  Damian Mori

Zawodnik roku – Austria
- 1986:  Anton Polster
- 1997:  Anton Polster

Zawodnik roku – Belgia
- 2001:  Wesley Sonck

Zawodnik roku – Dania
- 1994:  Thomas Helveg

Zawodnik roku – Szwecja
- 1993:  Martin Dahlin
- 1995:  Patrik Andersson
- 2001:  Patrik Andersson

Zawodnik roku – USA
- 1997:  Kasey Keller
- 1999:  Kasey Keller
- 2005:  Kasey Keller

Królowie strzelców Bundesligi
- 1974:  Jupp Heynckes wspólnie z Gerdem Müllerem z Bayernu Monachium (30 goli)
- 1975:  Jupp Heynckes (29 goli)
- 1987:  Uwe Rahn (24 goli)
- 1995:  Heiko Herrlich wspólnie z Mario Baslerem z Werderu Brema (20 goli)

Bramki roku
- 1971:  Ulrik le Fevre
- 1972:  Günter Netzer
- 1973:  Günter Netzer
- 1978:  Rainer Bonhof
- 1979:  Harald Nickel
- 2005:  Kasper Bøgelund
- 2006:  Oliver Neuville

## Obecny skład
Stan na 19 stycznia 2023
| Nr | Poz. | Piłkarz                              |
| -- | ---- | ------------------------------------ |
| 1  | BR   | Jonas Omlin                          |
| 3  | OB   | Ko Itakura                           |
| 4  | OB   | Mamadou Doucouré                     |
| 5  | OB   | Marvin Friedrich                     |
| 6  | PO   | Christoph Kramer                     |
| 7  | PO   | Patrick Herrmann                     |
| 8  | PO   | Julian Weigl (wypożyczony z Benfiki) |
| 10 | NA   | Marcus Thuram                        |
| 11 | PO   | Hannes Wolf                          |
| 13 | NA   | Lars Stindl (kapitan)                |
| 14 | NA   | Alassane Pléa                        |
| 17 | PO   | Kouadio Koné                         |
| 18 | OB   | Stefan Lainer                        |
| 19 | PO   | Nathan Ngoumou                       |

| Nr | Poz. | Piłkarz                |
| -- | ---- | ---------------------- |
| 20 | OB   | Luca Netz              |
| 21 | BR   | Tobias Sippel          |
| 22 | PO   | Oscar Fraulo           |
| 23 | NA   | Jonas Hofmann          |
| 24 | OB   | Tony Jantschke         |
| 25 | OB   | Ramy Bensebaini        |
| 26 | NA   | Torben Müsel           |
| 29 | OB   | Joe Scally             |
| 30 | OB   | Nico Elvedi            |
| 32 | PO   | Florian Neuhaus        |
| 34 | PO   | Conor Noß              |
| 38 | PO   | Yvandro Borges Sanches |
| 41 | BR   | Jan Olschowsky         |

### Piłkarze na wypożyczeniu
| Nr | Poz. | Piłkarz                                                |
| -- | ---- | ------------------------------------------------------ |
|    | BR   | Moritz Nicolas (w Roda JC Kerkrade do 30 czerwca 2023) |
|    | BR   | Jonas Kersken (w SV Meppen do 30 czerwca 2023)         |

| Nr | Poz. | Piłkarz                                              |
| -- | ---- | ---------------------------------------------------- |
|    | OB   | Jordan Beyer (w Burnley do 30 czerwca 2023)          |
|    | PO   | Rocco Reitz (w Sint-Truidense VV do 30 czerwca 2023) |

## Inne sekcje klubu

### Borussia Mönchengladbach II
Borussia VfL 1900 Mönchengladbach II jest drużyną rezerwową klubu Borussia Mönchengladbach. Drużyna obecnie występuje w Regionallidze West (4. poziom rozgrywek piłki nożnej w Niemczech). Do 2005 roku zespół grał pod nazwą Borussia Mönchengladbach Amateure.

#### Stadion
Klub rozgrywa swoje mecze domowe na stadionie Grenzlandstadion w mieście Mönchengladbach, który może pomieścić 10,000 widzów.

#### Sukcesy
- Oberliga Nordrhein (IV):
  - mistrzostwo: 2006 i 2008.
  - wicemistrzostwo: 2003 i 2005.
- Regionalliga West (IV):
  - mistrzostwo: 2015.
  - wicemistrzostwo: 2016.
- Landesliga Niederrhein-Gruppe 2 (V):
  - mistrzostwo: 1980.
- Verbandsliga Niederrhein (V):
  - mistrzostwo: 1997.
- Niederrhein Cup (Puchar Dolnego Renu):
  - zdobywca: 1997.

#### Sezony (w XXI wieku)
| Sezon   | Liga               | Poziom | Miejsce |
| 1999-00 | Oberliga Nordrhein | IV     | 3       |
| 2000-01 | Oberliga Nordrhein | IV     | 8       |
| 2001-02 | Oberliga Nordrhein | IV     | 6       |
| 2002-03 | Oberliga Nordrhein | IV     | 2       |
| 2003-04 | Oberliga Nordrhein | IV     | 3       |
| 2004-05 | Oberliga Nordrhein | IV     | 2       |
| 2005-06 | Oberliga Nordrhein | IV     | 1       |
| 2006-07 | Regionalliga Nord  | III    | 16      |
| 2007-08 | Oberliga Nordrhein | IV     | 1       |
| 2008-09 | Regionalliga West  | IV     | 6       |
| 2009-10 | Regionalliga West  | IV     | 16      |
| 2010-11 | Regionalliga West  | IV     | 5       |
| 2011-12 | Regionalliga West  | IV     | 3       |
| 2012-13 | Regionalliga West  | IV     | 7       |
| 2013-14 | Regionalliga West  | IV     | 7       |
| 2014-15 | Regionalliga West  | IV     | 1       |
| 2015-16 | Regionalliga West  | IV     | 2       |
| 2016-17 | Regionalliga West  | IV     | 3       |

#### Profil klubu
- Borussia Mönchengladbach II, [w:] baza Soccerway (drużyny) [dostęp 2021-01-02].

### Juniorzy
Drużyny juniorów klubu Borussia Mönchengladbach w sezonie 2016/17 występują w:
- Drużyna U-19 w Bundeslidze West (1. poziom).
- Drużyna U-17 w Bundeslidze West (1. poziom).

### Piłka nożna kobiet
Drużyna kobiet klubu Borussia Mönchengladbach w sezonie 2016/17 występuje w Bundeslidze kobiet (1. poziom).